# Saint-Didier-en-Donjon
Saint-Didier-en-Donjon is een gemeente in het Franse departement Allier (regio Auvergne-Rhône-Alpes) en telt 284 inwoners (1999). De plaats maakt deel uit van het arrondissement Vichy.

## Geografie
De oppervlakte van Saint-Didier-en-Donjon bedraagt 34,6 km², de bevolkingsdichtheid is 8,2 inwoners per km².
De onderstaande kaart toont de ligging van Saint-Didier-en-Donjon met de belangrijkste infrastructuur en aangrenzende gemeenten.

## Demografie
Onderstaande figuur toont het verloop van het inwonertal (bron: INSEE-tellingen).
Vanwege een beveiligingsprobleem met de MediaWiki Graph-software is het momenteel niet mogelijk deze grafiek weer te geven. Zodra de software is bijgewerkt zal de grafiek vanzelf weer zichtbaar worden.